# Pierre Kimbondo
Pierre Kimbondo (* 15. Februar 1914 in Mvunzu, Demokratische Republik Kongo; † 12. Juli 1977) war Bischof von Kisantu.

## Leben
Pierre Kimbondo empfing am 8. August 1943 das Sakrament der Priesterweihe für das Bistum Kisantu.
Am 9. August 1956 ernannte ihn Papst Pius XII. zum Titularbischof von Sebela und bestellte ihn zum Weihbischof in Kisantu. Der Apostolische Vikar von Kisantu, Alphonse Verwimp SJ, spendete ihm am 18. November desselben Jahres die Bischofsweihe; Mitkonsekratoren waren der Apostolische Vikar von Kikwit, André Lefèbvre SJ, und der Apostolische Vikar von Matadi, Alphonse Marie Van den Bosch CSsR.
Am 24. Juni 1961 ernannte ihn Papst Johannes XXIII. zum Bischof von Kisantu. Papst Paul VI. verlieh ihm am 8. November 1971 den persönlichen Titel eines Erzbischofs. Pierre Kimbondo trat am 27. April 1973 als Bischof von Kisantu zurück. 
Pierre Kimbondo nahm an allen vier Sitzungsperioden des Zweiten Vatikanischen Konzils teil.